# Pseudasellodes daphnites
Pseudasellodes daphnites là một loài bướm đêm trong họ Geometridae.